# جوسيف شفارتز
جوسيف شفارتز (بالألمانية: Josef Schwarz)‏ (و. 1941  م) هو منافس ألعاب قوى ألماني، شارك في الألعاب الأولمبية الصيفية 1972.

## روابط خارجية
- جوسيف شفارتز على موقع الاتحاد الدولي لألعاب القوى (الإنجليزية)
- جوسيف شفارتز على موقع أوليمبيديا (الإنجليزية)